# Шоссе 73 (Израиль)
Шоссе 73 (ивр. כביש 73‎ , англ. Highway 73) — израильское шоссе, ведущее с востока на запад в северной части Израиля, проходящее через Изреельскую долину. Длина шоссе 12 км, оно ведет от Нахалаль на запад, и заканчивается около Тель-Адашим.

## Перекрёсткииразвязки
| Километр | Название                                 | Тип | Расположение    | Пересечение дорог |
| -------- | ---------------------------------------- | --- | --------------- | ----------------- |
| 0        | ивр. צומת נהלל‎ (Перекрёсток Нахалаль)    |     | Нахалаль        | Шоссе 75          |
| 4        | ивр. צומת ללא שם‎ (Перекрёсток без имени) |     | Ифат            | Въезд в Ифат      |
| 6        | ивр. צומת ברוך‎ (Перекрёсток Барух)       |     | Мигдаль-ха-Эмек | Автодорога 7255   |
| 10       | ивр. צומת ללא שם‎ (Перекрёсток без имени) |     | Гинегар         | Въезд в Гинегар   |
| 12       | ивр. צומת עדשים‎ (Перекрёсток Адашим)     |     | Тель-Адашим     | Шоссе 60          |